# Joey Calistri
Joey Calistri (* 20. November 1993 in Deerfield) ist ein US-amerikanischer Fußballspieler, der meist als Stürmer eingesetzt wird. Er steht derzeit bei Chicago Fire unter Vertrag.

## Karriere

### Jugend und Amateurfußball
Vor seiner Zeit am College spielte Calistri bereits drei Jahre in den Jugendmannschaften des Erstligisten Chicago Fire. Calistri studierte an der Northwestern University und spielte dort auch für die Collegemannschaft seiner Universität, die Northwestern Wildcats. Während seiner Zeit am College spielte er außerdem für die U-23 von Chicago Fire in der Premier Development League.

### Vereinskarriere
Nach seinem Studium an der Northwestern University unterzeichnete er am 17. Dezember 2015 einen Vertrag nach der Homegrown Player Rule bei Chicago Fire. Sein Pflichtspieldebüt in der Major League Soccer absolvierte er am 6. März 2016 bei der 4:3-Niederlage gegen New York City FC. In diesem Spiel wurde er in der 81. Minute für Răzvan Cociș eingewechselt.